# Штритер (водочный завод)
Штритер — водочный завод, один из первых в Санкт-Петербурге. Был удостоен звания Поставщика Двора Его Императорского Величества. На территории Российской империи завод имел 6 фирменных магазинов. Продукция поставлялась к австрийскому Двору.

## История
Основатель завода, Фердинанд (Федор) Штритер родился в Ревеле. Потом он переселился в Ригу, где наладил производство «Рижского бальзама». В 1833 году он открыл в 9 верстах от Санкт-Петербурга водочный завод. Ещё в первой половине XIX века Штритер поставлял ликёр и сладкие водки в погреба Петергофа, Зимнего дворца и Царского села. В 1850 году завод был переведён в 3 квартал Каретной части Санкт-Петербурга.
Штритер заботился о высокой очистке продукта. Так как рынок крепкого алкоголя ещё не сформировался, и небольшие частные заводы не беспокоились о качестве продукции, водки и ликёры Штритера получили признание жителей Санкт-Петербурга. В то же время Штритер поставлял спиртовую смесь для освещения столицы.
С 1855 года водочное дело продолжил Александр Штритер, сын основателя завода. Александр Штритер был членом комитета приюта принца П. Г. Ольденбургского (1863—1871), был выборным от купеческого сословия Санкт-Петербурга (1874—1884 годы). Помимо этого, он был членом Санкт-Петербургского коммерческого суда. Обширные связи Штритера позволили добиться наибольшего успеха в истории фирмы.
Фирма Штритера участвовала в торгах на поставку сладких водок. Соперником по конкурсу стала фирма купца 2 гильдии Бекмана, одного из лидеров водочного рынка. По результатам торгов контракт был снова отдан Штритеру, причём в рапорте Придворной конторы есть упоминания о высочайшем качестве предоставленных напитков. Полученное звание Поставщика Двора Его Императорского Величества положительно сказалось на репутации фирмы и её росте.
В 1869 году Штритер взял в аренду водочный завод купца 2 гильдии Иосифа Геера, находившееся на Красносельской улице в Москве. Завод обладал небольшими производственными мощностями: двумя большими медными кубами, одним малым (для перегонки вина), 12 бочками для приготовления наливок и одной для очищения алкогольных напитков через уголь. Штритер заказал для завода современное оборудование — паровую машину мощностью в 6 лошадиных сил, для которой было возведено отдельное здание. На заводе трудилось от 15 до 20 человек, для которых тоже было построено помещение.
В 1876 году производство было переведено на Алексеевскую улицу, напротив Алексеевского монастыря. Новый завод представлял собой трёхэтажное здание длиной 35,5 метра, 12,4 метра в ширину и высотой 7,8 метра. На первом этаже было размещено паровое машинное отделение. Оно было укомплектовано паровыми котлами и машиной мощностью в 10 лошадиных сил. На втором этаже завода находились фильтры, дистилляционный аппарат, холодильники, паровой насос и котёл для варки наливок. На третьем этаже находился чан для спирта. Подвал был оборудован для хранения больших запасов спирта.
В 1901 году петербургский завод Штритера заключил договор на ректификацию казенного спирта для казенной продажи сроком на три года. Для выполнения заказа Штритер был вынужден взять кредит и существенно реконструировать завод.
После революции 1917 года заводы Штритера были национализированы и вошли в объединение «Главспирт».

## Ассортимент
Фирма Штритера поставляла к Высочайшему Двору водки 1, 2 и 3 сортов, «Кюммель лимбургский», «Ревельскую» тминную водку, ликёры «Кюрасао» и «Анисет». Также поставлялось очищенное вино и другие напитки. На заказ для торгового дома Егора Леве изготавливались «Померанцевая эссенция», «Горькая тминная», «Английская двойная горькая».
Со второй половины XIX века фирма начала производить ром, джин, коньяк, абсент. Выпускался широкий ассортимент водок: «Зубровка», «Английская горькая», «Травник двойной», «Полынная двойная», «Рябиновая», «Желудочная двойная» и другие. Также производилась водка «Кола», настой африканских орехов кола. 

## Торговля и обороты фирмы
Продукция Штритера продавалась в Санкт-Петербурге, Москве, на Нижегородской ярмарке, в Сибири, на Кавказе, в Средней Азии, в Германии, во Франции и Австрии.
В 1879 году московский завод Штритера произвёл 250 тысяч вёдер водок, бальзамов, ликеров, наливок на 225 тысяч рублей. Дистиллированного спирта было произведено 100 тысяч вёдер на 100 тысяч рублей. Очищенного спирта — 115 тысяч вёдер на 460 тысяч рублей. К 1902 году обороты фирмы достигли 679,7 тысяч рублей.
Только за 1895 год фирма выплатила акцизных сборов на 649,6 тысяч рублей. За все время существования — 75 миллионов рублей. Только водочных продуктов за 1895 год было произведено более 30 тысяч вёдер.
В 1914 году на московском заводе Штритера трудилось 250 человек, производилось напитков на 1,2 миллиона рублей.

## Награды
Фирма Штритера активно участвовала в различных российских и международных выставках. Она удостоилась наград в Лондоне в 1860 году, в Санкт-Петербурге в 1861 г., В Москве в 1865 г., в Вене в 1867 г. В Лондоне в 1862 году за высокое качество напитков Штритер получил медаль «Honoris causa». На выставке в Париже в 1867 году Штритер получил похвальный лист.
На Всемирной выставке в Париже в 1900 году продукция Штритера удостоилась Гран-при. На Всемирной выставке в Лондоне в 1908 году Штритер также удостоился высшей награды.
На Всероссийской промышленно-художественной выставке 1882 года Штритер экспонировал необычно оформленный стенд: из разных бутылок была выстроена триумфальная арка. После выставки Штритеру было разрешено размещать на продукции государственный герб.

## Рецептурная книга Штритера
В 1934 году была издана книга «Технология винокурения и производство спиртных напитков» В. В. Штритера, праправнука основателя фирмы. Основу книги составил 25-летний опыт работы автора в фирме Штритера и глубокий анализ производства водки в течение 150 лет существования фирмы. В. В. Штритер читал цикл лекций на курсах водочных мастеров, созданных Союзвинпромтрестом.
К началу 1930-х годов алкогольная отрасль СССР столкнулась с рядом проблем: нехваткой кадров, ограничением или остановкой поставок ингредиентов из-за рубежа, устареванием техники. Издание книги Штритера дало мощный толчок отрасли.
Книга даёт понять масштаб не только ассортимента фирмы Штритера, но и общего состояния алкогольной отрасли Российской Империи в XIX-начале XX веков.
В книге представлены эссенции горьких водок: «Английская горькая», «Померанцевая», «Хинная горькая», «Русская горькая», «Кавказская горькая», «Перцовая», «Зубровка», «Ерофеич» (рецепт 1865 г.), «Свежая листовка».
Отдельно были представлены горькие водки: «Абсент швейцарский, эссенция 1880 г.», «Джин», «Горный дубняк», «Пикон-по-московски», «Померанцевая горькая», «Кола африканская горькая», «Березовая», «Овсянка цветная», «Пшеничная горькая», «Черный рижский бальзам».
Описывался широкий перечень наливок: «Рябиновым морс», «Нежинская рябиновая», «Нежинская рябиновая на коньяке», «Рябиновая эссенция номер 0», «Вишневый морс», «Киевская вишневая наливка», «Настой черники», «Шпанка (вишневая наливка)», «Киевская малиновая наливка», «Киевская черносмородиновая наливка», «Киевская клубничная наливка», «Украинская запеканка», «Спотыкач», «Сливянка», «Белая слива», «Яблочная наливка», «Грушевая», «Клюквенная», «Брусничная».
Отдельное внимание уделялось тминным водкам: «Рижский доппель кюммель», «Кюммель в кристаллах», «Кюммель пюр».
Штритер подробно описал «ликеры высшего качества»: «Абрикотин», «Бенидиктин», «Шартрез», «Кюрасо кипрский», «Кюрасо французский», «Ром ямайский», "Ликер «Мараскино», «Анисовый», «Ананасный», Ликер кофейный «Мокка», «Розовый», «Черносмородиновый», «Оранжевый цвет», «Какао с ванилью», «Книккебейн („Адвокат“)», «Шведский пунш», «Черри бренди», «Пунш рояль», «Апельсиновый», «Мандариновый», «Лимонный».
В книге были представлены рецепты купажей коньяков: «Финьшампань» и разных коньячных эссенций.